# Aarón Mejía
Aarón Mejía (Culiacán, Sinaloa; 6 de junio de 2001), es un futbolista mexicano que juega como lateral derecho o defensa central en el Club Tijuana de la Primera División de México.

## Inicios
Empezó jugando en las fuerzas básicas de los Dorados de Sinaloa en 2015, cuando el equipo estuvo en primera división. Tras su descenso, tuvo actividad con el equipo de Tercera División.
Para el 2018 se incorporó a las fuerzas básicas de los Xolos de Tijuana donde estuvo 2 años y medio.

### Dorados de Sinaloa
En 2020 regresó al equipo sinaloense para la Liga de Expansión, debutando en dicha liga el 6 de octubre de 2020, siendo titular en un empate a 2 ante Pumas Tabasco.
El 5 de julio de 2022 anotó su primer gol en Liga de Expansión, tras anotárselo a Cimarrones de Sonora

### Club Tijuana
Después de estar jugando 3 años con los Dorados, este regresaría nuevamente al equipo fronterizo, donde debutaría en primera división el 1 de septiembre del 2023 al entrar de cambio por Diego Barbosa en una derrota de su equipo por 3-0 ante Puebla FC.

## Estadísticas
Actualizado al último partido jugado el 20 de abril de 2025.
| Dorados · México                    | 2.ª           | 2020-21       | 19  | 0 | ― | ― | ― | ― | 19  | 0 |
| Dorados · México                    | 2.ª           | 2021-22       | 7   | 0 | ― | ― | ― | ― | 7   | 0 |
| Dorados · México                    | 2.ª           | 2022-23       | 34  | 1 | ― | ― | ― | ― | 34  | 1 |
| Dorados · México                    | Total club    | Total club    | 60  | 1 | 0 | 0 | 0 | 0 | 60  | 1 |
| C. Tijuana · México                 | 1.ª           | 2023-24       | 11  | 0 | ― | ― | ― | ― | 11  | 0 |
| C. Tijuana · México                 | 1.ª           | 2024-25       | 33  | 0 | ― | ― | 2 | 0 | 35  | 0 |
| C. Tijuana · México                 | Total club    | Total club    | 44  | 0 | 0 | 0 | 2 | 0 | 46  | 0 |
| Total carrera                       | Total carrera | Total carrera | 104 | 1 | 0 | 0 | 2 | 0 | 106 | 1 |
| (1)Incluye datos de la Copa México. |               |               |     |   |   |   |   |   |     |   |